# 胡默河
52°5′25.7″N 9°21′13.1″E / 52.090472°N 9.353639°E
胡默河（德語：Humme），是德國的河流，位於該國西部，流經北萊茵-威斯特法倫州和下薩克森州，屬於威悉河的左支流，河道全長18.8公里，流域面積137.6平方公里。